# NGC 3978
NGC 3978 is een balkspiraalstelsel in het sterrenbeeld Grote Beer. Het hemelobject werd op 19 maart 1790 ontdekt door de Duits-Britse astronoom William Herschel.

## Synoniemen
- UGC 6910
- MCG 10-17-105
- ZWG 292.47
- IRAS 11535+6047
- PGC 37502